# 有何不可
《有何不可》是一部由顆粒（Cory Ko）所繪製的漫畫。以《青春取向》BL合集〈有何不可〉短篇和2013年《甜芯少女漫畫月刊》8月號〈有何不可〉續篇為故事背景，是顆粒以前短篇的續作，算是由BL轉向BG的故事類型。作者表示很難定義續篇的作品類型，起因於甜芯主編和讀者回應希望看到接下來的發展，但是沒嘗試過的題材感到緊張。

## 背景
王硯誠是王硯妮的哥哥，藍正馨和阿誠是意外相合的好友，妮妮是阿誠溺愛的妹妹，正馨也把妮妮當成自己的妹妹疼愛，十年後，妮妮發現溫柔的正馨哥有個令人心疼的秘密，對哥哥的感情讓妮妮萌生想要守護正馨哥的心願。硯誠和正馨一直是好友，直到硯誠和學姊廖惠芯交往以後，正馨才發現自己對硯誠感覺不只是朋友是喜歡，擔心這種心情被發現以後會影響到兩人的友情，正馨選擇隱藏自己，這種心情卻被小他十歲的硯妮發現，硯妮決定守護這樣的正馨，兩人的關係在外人看起來逐漸微妙，但是兩個當事人卻遲鈍的沒有發現。
王硯誠（阿誠）
27歲，與藍正馨從小就是摯友，十年以後再次因緣際會。
藍正馨（正馨）
27歲，高中時期曾單戀阿誠，十年後戀情是否依然持續。
王硯妮（妮妮）
17歲，阿誠的妹妹，受到溺愛，也被正馨當作自己的妹妹，發現正馨對硯誠的感情後，兩人關係曖昧。
廖惠芯
28歲，與正馨阿誠是學姐弟關係，阿誠與其交往十年。與妮妮相處融洽興趣相符，與正馨是好友。

## 漫畫
漫畫2014年甜芯月刊8月號中宣布開始連載化決定，2014年8月29日星期五2014年9月號開始在甜芯月刊連載。甜芯月刊在2015年5月29日星期五發表最終號2015年6月號，創刊七年創造無數回憶，停刊原因有網路普及材料成本及盜版，其中連載中尚未完結的部分作品，在2015年夢夢月刊9月號開始連載。漫畫單行本2015年10月開始發行。2019年1月20日，作者在《有何不可4》的新書簽名會中發表之後暫時停止連載的消息，雖然決定以另一小說合作的漫畫作品優先，但在其FB表明之後仍會完成創作。
| 冊書 | ISBN               | 日期           | 備註                              |
| ---- | ------------------ | -------------- | --------------------------------- |
| 前篇 | ISBN 9789571047782 | 2012年2月7日   | 青春取向 ~ Be your Lover ~ 甜芯館 |
| 1    | ISBN 9789571061382 | 2015年10月8日  | 夢夢館                            |
| 2    | ISBN 9789571069531 | 2016年10月21日 | 夢夢館                            |
| 3    | ISBN 9789571076119 | 2017年8月14日  | 夢夢館                            |
| 4    | ISBN 9789571084343 | 2019年1月22日  | 夢夢館                            |

## 評價
作者為多次金漫獎得主，作者說自己最像漫畫的藍正馨，作品曾獲日本漫畫賞銀獎，受邀參加訪問舉辦簽名會，出席少女漫畫活動，夢HONEY嘉年華，作品也多迴響，多次登上新聞，受到熱烈討論，作者在展覽訪問中表示希望透過有何不可來增進自己，感謝各位，並希望可以一直創作下去。

## 引用
1. 1 2  . 博客來OKAPI.   [2017-04-09]. （原始内容存档于2020-10-28） （中文（臺灣））. 2011年新作《許個願吧！大喜》正在《甜芯》好評連載中，該作更連續獲得第八屆金龍獎「最佳少女漫畫類獎」與日本第五屆國際漫畫賞優秀賞。2012年榮獲金漫獎「少女漫畫類獎 優勝」與「最佳年度漫畫大獎」雙料冠軍。
2. 1 2  . 博客來OKAPI.   [2017-04-09]. （原始内容存档于2020-11-26） （中文（臺灣））. 因為正馨對阿誠只能是單戀，讓許多讀者反應心疼他、希望他可以得到幸福，而我也對正馨有些過意不去，所以之後才想要畫《有何不可》的續篇，把他的故事說得更完整，開啟我把這坑填滿的新旅途～
3. ↑  (cory2016), cory2016. . 【CORY宥希畫世界 】.   [2017-04-09]. （原始内容存档于2017-05-23） （中文（臺灣））. 「有何不可」續篇很難定義到底是BL或者是BG，單純就是在敘述「藍正馨」「王硯誠」「王硯妮」這三個人的故事。看到不少讀者回應看到「有何不可」續篇後,還想要繼續看接下來的故事讓我很開心：D
4. ↑  . udn 讀書吧.   [2017-04-09]. （原始内容存档于2017-04-10）.
5. ↑  (sakura6524), 御茶熊. . 塞書的日子.   [2017-04-09]. （原始内容存档于2017-05-23） （中文（臺灣））.
6. 1 2  .   [2017-04-09]. （原始内容存档于2017-04-10）.
7. ↑  (monhoney), monhoney. . 群編亂舞不辣閣.   [2017-04-09]. （原始内容存档于2019-01-30） （中文（臺灣））. （１） 受到網路盜版猖獗及數位閱讀習慣的影響 願意花錢購買紙本雜誌的人口嚴重下滑 （２） 在銷量越來越不理想的情況下 原物料的上漲與印量銳減也造成 雜誌的製作成本大幅度提高至無法負荷 屆時甜芯６月號會一一交代
8. ↑  (monhoney), monhoney. . 群編亂舞不辣閣.   [2017-04-09]. （原始内容存档于2019-01-30） （中文（臺灣））.
9. ↑  鏡傳媒. . 鏡傳媒.   [2019-01-21]. （原始内容存档于2019-01-30）. 宣布暫停連載 《有何不可》　緊張忐忑
10. ↑  TVBS. . TVBS.   [2017-04-09]. （原始内容存档于2017-04-27）. 漫畫家顆粒（柯宥希）新作《有何不可》獲金漫獎少女漫畫獎
11. ↑  TVBS. . TVBS.   [2017-04-09]. （原始内容存档于2017-04-10）. 5度獲金漫獎肯定，漫畫家柯宥希（顆粒）致詞時一連用3次「非常」，描述激動心情：「我參加過很多屆金漫獎，這一次真的非常非常盛大，我覺得非常感動。」
12. ↑  中時電子報. . 中時電子報.   [2017-04-09]. （原始内容存档于2017-05-23） （中文（臺灣））. 目前於《夢夢》少女漫畫月刊連載人氣新作品《有何不可！》。最新2016年，改名為柯宥希的顆粒再以《有何不可！》抱走第七屆金漫獎最佳少女漫畫類獎。
13. ↑  . .   [2017-04-09]. （原始内容存档于2017-04-10） （中文（臺灣））. 2012年2月再以此作摘下「第五屆日本漫畫賞」銀獎！同年8月勇奪第三屆金漫獎最佳少女漫畫大獎暨年度大獎
14. ↑  . ETtoday東森遊戲雲.   [2017-04-09]. （原始内容存档于2017-04-10） （中文（臺灣））. 勇奪多次金漫獎與國際大獎的柯宥希老師，霸氣地給新生代創作者提出建言：「放棄夢想比堅持還更需要勇氣，所以沒膽的我們繼續堅持吧！」
15. ↑  . 巴哈姆特電玩資訊站.   [2017-04-09]. （原始内容存档于2017-04-10）.
16. ↑  . 蘋果日報.   [2017-04-09]. （原始内容存档于2017-04-10） （中文（臺灣））.
17. ↑  . 讀.書.人.   [2017-04-09]. （原始内容存档于2017-04-10）.
18. ↑  TVBS. . TVBS.   [2017-04-09]. （原始内容存档于2017-04-10）. 《有何不可》是我新的出發點，希望新名字可以陪著我，讓我不要害怕地繼續創作下去。